# Pycnosiphorus pallidocinctus
Pycnosiphorus pallidocinctus es una especie de coleóptero de la familia Lucanidae.

## Distribución geográfica
Habita en Chile.